# ひゃくえん!
『ひゃくえん!』は、遠山えまによる日本の漫画作品。ウェブコミック配信サイト『ガンガンONLINE』（スクウェア・エニックス）にて2009年4月16日更新分から2012年12月27日まで連載された。また『月刊少年ガンガン』においても番外編が2010年1月号に掲載された。

## あらすじ
女子高生の山田百と鈴木円は、それぞれ異なる目的を実現するため、ひと月の家賃63,000円のアパートでルームシェアをしながら貯金に励んでいる。しかし、元から倹約をモットーとする円に対し、衝動買いを止められない百にとって、貯金は苦痛を伴う行為であり、良くも悪くも対照的な2人の前途多難な倹約生活の日々は過ぎて行く。

## 登場人物
山田百（やまだ もも）
16歳、血液型はO型。巨乳。100万円を目標に貯金をしている同級生の鈴木円に触発される形で、原付の免許を取るため、1万円を目標に、円とルームシェアをしながら貯金を始め、後に普通二輪免許取得のため、10万円へ目標を引き上げる。しかし、衝動買いをやめられないため、目標額達成にはほど遠い状態。漫画雑誌『少年シャンプ』を購読している。姉が2人いる。
鈴木円（すずき まどか）
16歳、血液型はAB型。一見、猫耳が生えているように見える癖毛が特徴。親と大喧嘩した末に家を飛び出し、百にルームシェア提案する。ドイツ在住の祖父に会うため、100万円を目標に貯金を続けており、流行物にも全く興味を示さず、「私の娯楽は貯金」と断言する天性の倹約家気質。百と違って、実家からの仕送りは無いため、生活費はアルバイトで稼いでいる。一馬の回想から、幼少の頃から節約思想で、当時はホームレスだった一馬を「究極のエコ」と称している。
粗食にも慣れており、低予算の弁当作りを得意とするが、唯一、バナナクレープにだけは抗し難い魅力を感じている。
森本千世（もりもと ちせ）
16歳、血液型はB型。百と円の同級生。大阪弁が特徴で、百に対するボケ・ツッコミのどちらにも対応する。家はお好み焼屋で、額に十字傷のある父と“千枚刃”の異名を持つ極道の母がいる。
御参寺京華（ごさんじ きょうか）
16歳、血液型はA型。百と円の隣のクラスに在籍する名家のお嬢様。エクスカリバー社のリムジンに乗って登下校し、SPが常に目を光らせているため、同じクラスの生徒からは近寄り難く思われており、やや孤立気味であった。そんな折、携帯電話の電源が入らなくなって困っていた所を百に直してもらったのを機に、仲良くなる（携帯電話のGPSが途切れると、SPがやって来るらしい）。
自分の家柄を鼻にかけたりはしないが、時々、天然のお嬢様ボケをかます。着痩せする体格で、百と同等かそれ以上の巨乳の持ち主。
田中兆子（たなか ちょうこ）
16歳、血液型はB型。円の幼馴染で、重度の見栄っ張り。本人は資産家のお嬢様を自称しているが、実際はアルバイトに勤しんでブランド品を買い、円たちに見せびらかして自慢することに喜びを感じている。そのためか、本物のお嬢様である京華と自分を比較されることを極度に恐れている。家は節約一家だが、大切な人や大好きな物にはお金を使う主義である。百は「ちょーさん」と呼んでいる。
二ノ宮一馬（にのみや かずま）
16歳、血液型はAB型。成金の息子でナルシストだが、作中で一・二を争うヘタレキャラ。円との仲を深めようと、同じ高校へ転校して来る。円とは双方の親同士が決めた許婚であるが、そのことが円と父親が対立する原因の一つになっており、円からは全く相手にされていない。
家が金持ちになったのは中学生の頃からであり、それ以前は完全なるホームレス生活だった。この時に円に会い、一目惚れしている。
望月十夜（もちづき とうや）
16歳、血液型はA型。二ノ宮家に使用人として雇われており、一馬の失態に文句の一つも言わず冷静にフォローを入れる。格闘技の心得があるらしく、肉弾戦は滅法強い。百の胸の谷間を見て鼻血を出すなど、かなりのウブである。百は「黒い人」と呼んでいる。
望月リン（もちづき リン）
14歳、血液型はAB型。節約アイドル「MTN（もったいない）68」のメンバーで、十夜の妹。兄の事が好きだが、好き過ぎる故に行動が行き過ぎる事がある為、ヤンデレではないかと思われる。百と円を「メスブタ」と呼ぶ。
高田万里（たかだ ばんり）
16歳。2年の時に兆子と、3年になって百達のクラスメイトになった不良。5歳の頃から無類の女好きである。ギャンブラーでもあるが、そうなったのも女好きが理由である。

## 書誌情報
- 遠山えま 『ひゃくえん!』 スクウェア・エニックス〈ガンガンコミックスONLINE〉、全6巻
  1. 2009年12月22日初版発行（同日発売）、ISBN 978-4-7575-2749-2
  2. 2010年7月22日初版発行（同日発売）、ISBN 978-4-7575-2937-3
  3. 2011年2月22日初版発行（同日発売）、ISBN 978-4-7575-3139-0
  4. 2011年8月22日初版発行（同日発売）、ISBN 978-4-7575-3331-8
  5. 2012年5月22日初版発行（同日発売）、ISBN 978-4-7575-3596-1
  6. 2013年3月22日初版発行（同日発売）、ISBN 978-4-7575-3897-9